# Vortex de Rankine
 (mai 2023).

Distribution de la vitesse dans un vortex de Rankine.

Le vortex de Rankine est une représentation mathématique simplifiée d’un vortex crée dans un fluide visqueux. Ce modèle porte le nom de son auteur : le physicien William John Macquom Rankine.
Les vortex observés dans la nature sont souvent modélisés par un simple écoulement irrotationnel (aussi appelé potentiel). Dans cette modélisation simpliste, la vitesse tend vers l'infini au centre du vortex alors qu'en réalité le mouvement y ressemble à celui d’un corps solide en rotation.
Dans le modèle du vortex de Rankine, on considère la rotation d’un corps solide à l’intérieur d’un cylindre de rayon {\displaystyle r_{0}} et un écoulement irrotationnel à l’extérieur de ce cylindre. Le rayon {\displaystyle r_{0}} correspond donc au rayon du centre du vortex.
Les composantes de la vitesse ({\displaystyle v_{r}},{\displaystyle v_{\theta }},{\displaystyle v_{z}}) du vortex de Rankine, exprimés en coordonnées cylindrique {\displaystyle (r,\theta ,z)} sont donnés par, :
{\displaystyle v_{r}=0,\quad v_{\theta }(r)={\frac {\displaystyle \Gamma }{2\pi }}{\begin{cases}r/r_{0}^{2}&r\leq r_{0},\\1/r&r>r_{0}\end{cases}},\quad v_{z}=0}
Où {\displaystyle \Gamma } est la circulation d'un champ de vecteur vitesse le long d'un contour fermé à l'extérieur du cylindre central.
Comme la rotation du corps solide est caractérisée par une vitesse tangentielle {\displaystyle v_{\theta }(r)=\Omega r} (où {\displaystyle \Omega } est la vitesse angulaire constante), on peut aussi utiliser le paramètre  {\displaystyle \Omega =\Gamma /(2\pi r_{0}^{2})} pour caractériser le vortex. On réécrit alors les composantes de la vitesse : composantes de la vitesse :  
{\displaystyle v_{r}=0,\quad v_{\theta }(r)={\begin{cases}\Omega r&r\leq r_{0},\\\Omega r_{0}^{2}/r&r>r_{0}\end{cases}},\quad v_{z}=0}
Le champ de vorticité ({\displaystyle \omega _{r},\omega _{\theta },\omega _{z}}) du vortex de Rankine est donné par : 
{\displaystyle \omega _{r}=0,\quad \omega _{\theta }=0,\quad \omega _{z}={\begin{cases}2\Omega &r\leq r_{0},\\0&r>r_{0}\end{cases}}.}
(démonstration : {\displaystyle \omega _{z}=({\vec {rot}}{\vec {v}})_{z}={\frac {1}{r}}{\frac {d}{dr}}(rv_{\theta })={\frac {2}{r}}\Omega r=2\Omega })
Au centre du vortex de Rankine, la vorticité est constante et égale à deux fois la vitesse angulaire. Alors que sur les bords, l’écoulement est irrotationnel.
En réalité, les centres des vortex ne sont pas toujours exactement circulaire, de même que la vorticité n’y est pas toujours uniforme : un modèle plus sophistiqué prend en compte un gradient de vitesse angulaire.